# Resolutie 1674 Veiligheidsraad Verenigde Naties
Resolutie 1674 van de Veiligheidsraad van de Verenigde Naties werd unaniem door de VN-Veiligheidsraad aangenomen op 28 april 2006. De resolutie veroordeelde het gebruik om met opzet de bevolking te treffen in tijden van gewapend conflict.

## Inhoud

### Waarnemingen
Vrede, veiligheid, ontwikkeling en mensenrechten zijn de pijlers van het VN-systeem en deze vier zijn met elkaar verbonden en wederzijds versterkend. De Veiligheidsraad betreurde dat het merendeel van de slachtoffers van gewapende conflicten burgers waren en was ook bezorgd om het effect van de illegale handel in natuurlijke rijkdommen en wapens op de bevolking.
Onderwijs kon een belangrijke rol spelen om de misbruiken tegen de bevolking tijdens conflicten tegen te gaan. De partijen in die conflicten droegen de verantwoordelijkheid om de bevolking te beschermen.

### Handelingen
Voorts was het van belang dat gewapende conflicten werden voorkomen door economische groei, de uitroeiing van armoede, ontwikkeling, nationale verzoening, goed bestuur, democratie, de rechtsstaat en respect voor de mensenrechten. Het met opzet treffen van de bevolking in een conflict was een flagrante schending van dat laatste en dit gebruik, waaronder marteling, seksueel geweld, geweld tegen kinderen, het rekruteren van kindsoldaten, mensenhandel, gedwongen verhuizing en het ontzeggen van
humanitaire hulp, werd streng veroordeeld. Verder moest ook de straffeloosheid ter zake beëindigd worden.

## Verwante resoluties
- Resolutie 1539 Veiligheidsraad Verenigde Naties (2004)
- Resolutie 1612 Veiligheidsraad Verenigde Naties (2005)
- Resolutie 1738 Veiligheidsraad Verenigde Naties
- Resolutie 1820 Veiligheidsraad Verenigde Naties (2008)

Lijst ·  1652 ·  1653 ·  1654 ·  1655 ·  1656 ·  1657 ·  1658 ·  1659 ·  1660 ·  1661 ·  1662 ·  1663 ·  1664 ·  1665 ·  1666 ·  1667 ·  1668 ·  1669 ·  1670 ·  1671 ·  1672 ·  1673 ·  1674 ·  1675 ·  1676 ·  1677 ·  1678 ·  1679 ·  1680 ·  1681 ·  1682 ·  1683 ·  1684 ·  1685 ·  1686 ·  1687 ·  1688 ·  1689 ·  1690 ·  1691 ·  1692 ·  1693 ·  1694 ·  1695 ·  1696 ·  1697 ·  1698 ·  1699 ·  1700 ·  1701 ·  1702 ·  1703 ·  1704 ·  1705 ·  1706 ·  1707 ·  1708 ·  1709 ·  1710 ·  1711 ·  1712 ·  1713 ·  1714 ·  1715 ·  1716 ·  1717 ·  1718 ·  1719 ·  1720 ·  1721 ·  1722 ·  1723 ·  1724 ·  1725 ·  1726 ·  1727 ·  1728 ·  1729 ·  1730 ·  1731 ·  1732 ·  1733 ·  1734 ·  1735 ·  1736 ·  1737 ·  1738